# علی‌آباد شور (سبزوار)
علی‌آباد شور، روستایی است از توابع بخش مرکزی شهرستان سبزوار استان خراسان رضوی ایران.
از آثار تاریخی روستا میتوان به قلعه شیر احمد،حمام قدیمی و تپه های قدیمی مربوط به دوره اشکانی اشاره کرد.

## جمعیت
این روستا در دهستان قصبه شرقی قرار داشته و بر اساس سرشماری سال ۱۳۸۵ جمعیت آن ۵۰۶ نفر (۱۵۴ خانوار)
بوده است.